# Potkonje
Potkonje je naselje u sastavu  Knina Šibensko-kninske županije

## Zemljopis
Udaljeno 1 km od Knina. Smješteno je ispod brda Konj (357 m), kod ušća Kosovčice u Krku.

## Povijest
Jedno je od sela sa značajnom zajednicom Hrvata u okolici Knina. Pred Domovinski rat, bilo je jedno od rijetkih sela u kninskoj okolici s velikim brojem Hrvata.[nedostaje izvor] Potkonje se od 1991. do 1995. godine nalazio pod srpskom okupacijom.

## Stanovništvo

### Kretanje broja stanovnika za Potkonje
| broj stanovnika | 118   |       | 106   | 99    | 137   | 181   |       |       | 276   | 272   | 276   | 260   | 220   | 198   | 85    | 110   | 66    |
|                 | 1857. | 1869. | 1880. | 1890. | 1900. | 1910. | 1921. | 1931. | 1948. | 1953. | 1961. | 1971. | 1981. | 1991. | 2001. | 2011. | 2021. |

## Poznate osobe
- Hrvoje Požar, akademik